# Ampelisca palmata
Ampelisca palmata är en kräftdjursart. Ampelisca palmata ingår i släktet Ampelisca och familjen Ampeliscidae. Inga underarter finns listade i Catalogue of Life.